# Dictyosporium toruloides
Dictyosporium toruloides är en svampart som först beskrevs av August Karl Joseph Corda, och fick sitt nu gällande namn av Guég. 1905. Dictyosporium toruloides ingår i släktet Dictyosporium, ordningen Pleosporales, klassen Dothideomycetes, divisionen sporsäcksvampar och riket svampar.   Inga underarter finns listade i Catalogue of Life.